# Jacques Bianconi
Pour les articles homonymes, voir Bianconi.
Jacques Bianconi, ou Jacques de Bevagna (Né à Bevagna, le 7 mars 1220 et mort dans la même ville le 22 août 1301), est un religieux italien. Prêtre dans l'ordre des Prêcheurs, sa béatification a été confirmée par le pape Clément X en 1672.

## Biographie
Il embrasse la vie religieuse en 1236 chez les dominicains du couvent de Spolète. Il a apporté une contribution significative à la renaissance de Bevagna, dévastée par les Gibelins, et a prêché contre la propagation de l'hérésie nicolaïte . Il a été élu prédicateur général en 1281, prieur de Spolète en 1291 et prieur de Foligno en 1299.
Selon la tradition hagiographique, juste avant sa mort, il a vu un flot de sang sortir du côté du Christ en croix sur le crucifix devant lequel il priait. Il a alors entendu la voix de Jésus qui l'a rassuré sur son salut éternel.
Il est l'auteur d'un Speculum humanitatis Salvatoris Iesu Christi, traité sur la vie de Jésus, et du De ultima iudicio universali sive speculum peccatorum, sur le péché et sur le jugement final.

## Le culte
Après diverses translations, ses reliques ont été déposées sous le maître-autel de l'église du couvent dominicain de Bevagna depuis 1589.
Le pape Clément X, par décret du 18 mai 1672, a confirmé sa béatification.
Ses louanges peuvent être lues dans le martyrologe romain le 22 août.